# Ashleigh McIvor
Ashleigh McIvor, née le 15 septembre 1983 à Vancouver, est une skieuse acrobatique canadienne s'illustrant en cross. Elle a notamment remporté le titre de championne du monde de skicross en 2009 à Inawashiro et compte onze podiums en Coupe du monde. Elle est devenue la première championne olympique du skicross à Vancouver en 2010. Elle se blesse gravement au genou en janvier 2011, lors de la préparation des Winter X Games. Ashleigh McIvor se retire de la compétition de haut niveau fin 2012, en partie pour les raisons précédemment signifiées.

## Palmarès

### Jeux olympiques d'hiver
| Épreuve / Édition | Vancouver 2010 |
| Skicross          | Or             |

### Championnats du monde
| Épreuve / Édition | Inawashiro 2009 |
| Skicross          | Or              |

### Coupe du Monde
- Meilleur classement au général : 7e en 2010.
- Meilleur classement du skicross : 2e en 2010.
- 11 podiums dont 1 victoire en skicross (Les Contamines en France le 9 janvier 2010).

| Année/Classement | Année/Classement | Général | Général | Cross  | Cross  |
| Année/Classement | Année/Classement | Class.  | Points  | Class. | Points |
| ---------------- | ---------------- | ------- | ------- | ------ | ------ |
| 2005             | 2005             | 60e     | 13      | 19e    | 80     |
| 2008             | 2008             | 67e     | 12      | 17e    | 95     |
| 2009             | 2009             | 16e     | 36      | 5e     | 364    |
| 2010             | 2010             | 7e      | 55      | 2e     | 608    |
| 2011             | 2011             | 46e     | 20      | 14e    | 216    |